# Kotoučová brzda

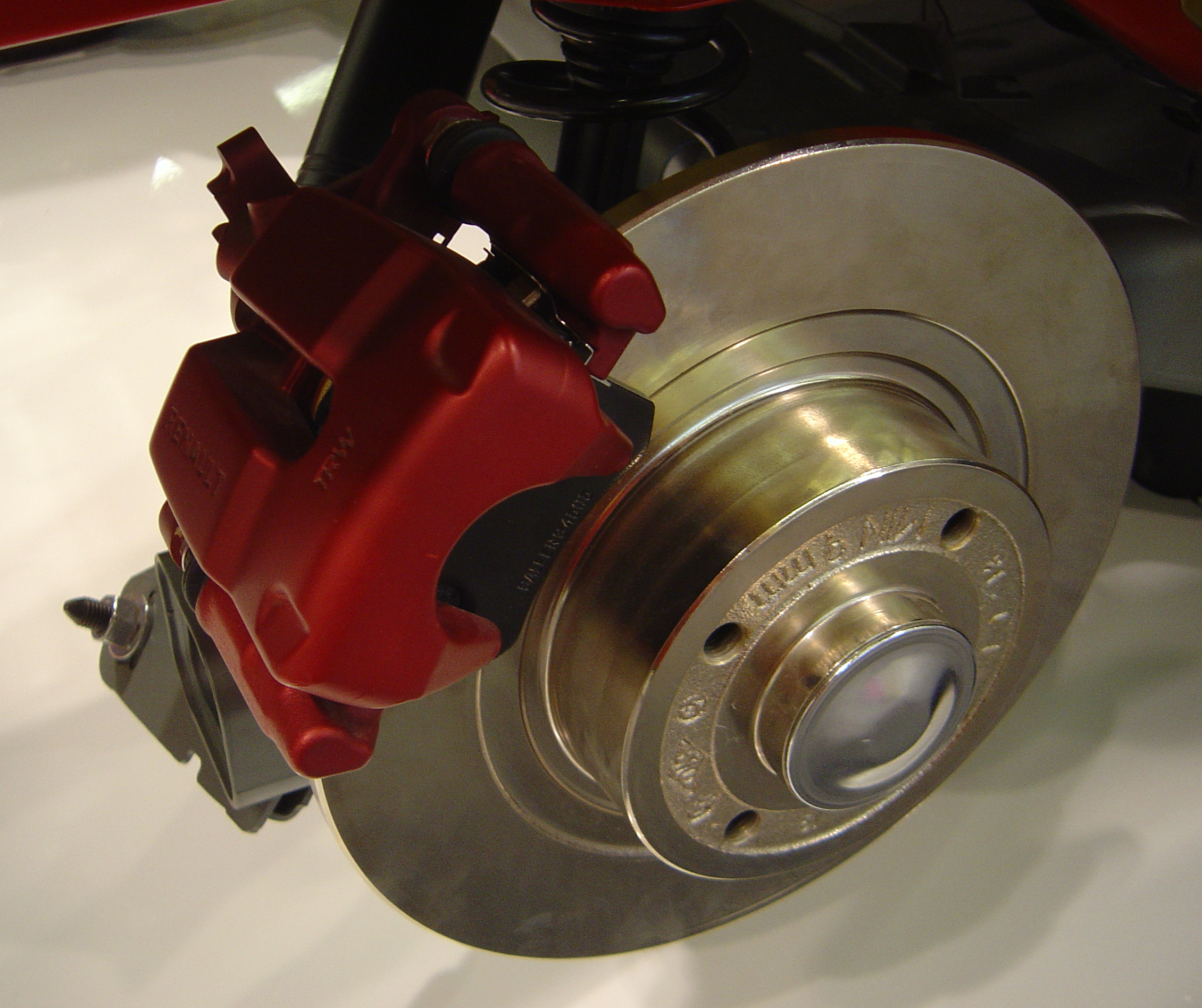
Bližší pohled na kotoučovou brzdu u auta

Kotoučová brzda je brzda, jejíž pracovní částí je kotouč, brzděný přítlakem brzdových destiček. Používá se především k brzdění automobilů, motocyklů a kolejových vozidel, ale také u některých jízdních kol nebo i dětských kočárků.

## Funkční princip
Přenos brzdné síly na kotoučovou brzdu je u silničních vozidel obvykle hydraulický. Sešlápnutím brzdového pedálu vznikne tlak v brzdovém systému. Brzdová kapalina začne tlačit na brzdový píst, který tlačí brzdové destičky kolmo na rotor. Vzniklá třecí síla mezi rotorem a destičkami působí proti otáčení.

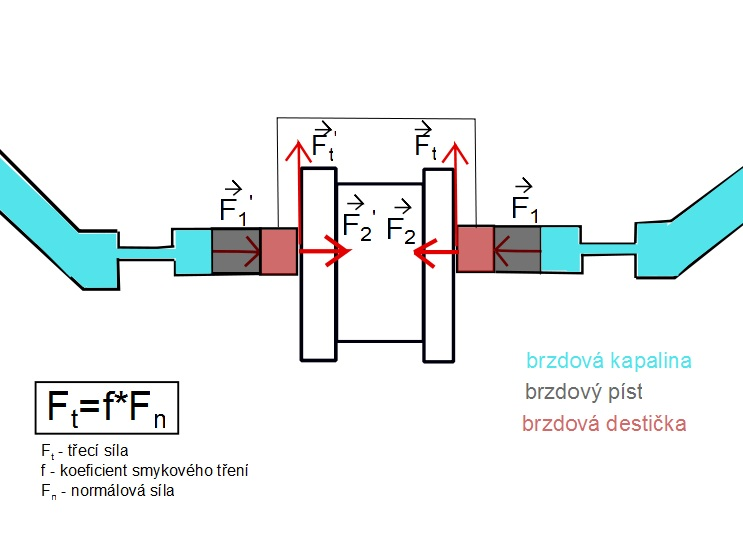
Působení sil v kotoučové brzdě

Odlišně od toho se u železničních kolejových vozidel užívá pneumatický přenos síly a tlak vzduchu v brzdových válcích je v jednotlivých vozidlech vlaku regulován přístrojem zvaným brzdový rozvaděč, který ovládá strojvedoucí nepřímo změnou tlaku v hlavním potrubí pomocí brzdiče samočinné brzdy.

## Konstrukce

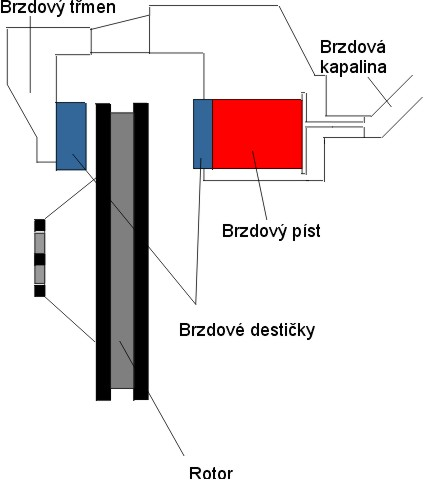
Konstrukce kotoučové brzdy

Kotoučová brzda obsahuje tyto hlavní součásti:
- rotor (kotouč). Ten je v drtivé většině případů kovový, ale u nejdražších sportovních aut může být i s příměsí keramických částic. V roce 2005 byl za příplatek montován například do některých aut Porsche. Výhodou keramického brzdového kotouče oproti kovovému je výrazně nižší hmotnost a také se méně opotřebovává. Brzdový kotouč je připevněn na brzděný rotor a otáčí se spolu s ním. Při brzdění se kinetická energie vozidla mění na teplo a dochází ke značnému zahřívání brzdového kotouče. Proto bývá často (na přední nápravě bývají obvykle tyto kotouče s vnitřním chlazením a na zadní nápravě jednoduché) opatřen uvnitř soustavou kanálků, kterou prochází vzduch, což napomáhá chlazení. V běžném provozu se výjimečně používají také kotouče, do kterých jsou navrtané otvory. To má výhody za deště, kdy otvory pomáhají odvádět vodu a vodní páru a tím zlepšují brzdný účinek. Brzdové kotouče se provozem postupně opotřebovávají.
- brzdový třmen – je součástka, do které je namontován brzdový píst (bývá obvykle jeden; více jich je u drahých sportovních aut) a suvně připevněné brzdové destičky. Tato součástka je pevně připojena k vozidlu.
- brzdový píst – je součástka zamontovaná do brzdového třmenu. Na něj je připojena hadička s brzdovou kapalinou. V případě sešlápnutí brzdového pedálu vznikne v brzdovém systému (v brzdové kapalině) tlak, který přitlačí píst a s ním brzdové destičky k brzdovému kotouči. Dnes se v drtivé většině případů používají samostavitelné písty, které se samy nastavují tak, aby byla vždy zachována vhodná minimální vůle mezi brzdovým kotoučem a brzdovými destičkami v klidovém stavu.
- brzdové destičky – jsou destičky přitlačované brzdovými písty. Jsou konstruovány tak, aby při kontaktu s brzdovým kotoučem vznikalo velké tření (tzn. mají vysoký koeficient smykového tření). Během provozu dochází k opotřebovávání těchto destiček. Někdy mívají zabudovaný senzor, který upozorní řidiče na nutnost výměny.

## Výhody a nevýhody oproti bubnovým a špalkovým brzdám

### Obecně
Kotoučové brzdy mohou být oproti bubnovým brzdám výrazně výkonnější, protože konstruktér má větší volnost při návrhu chlazení (kotouč není uzavřen v kole, může mít vnitřní chlazení). Na druhou stranu jsou dražší a náchylnější na poruchy vzniklé znečištěním. Proto se používají u většiny levnějších aut jen na přední nápravě.

### U kolejových vozidel

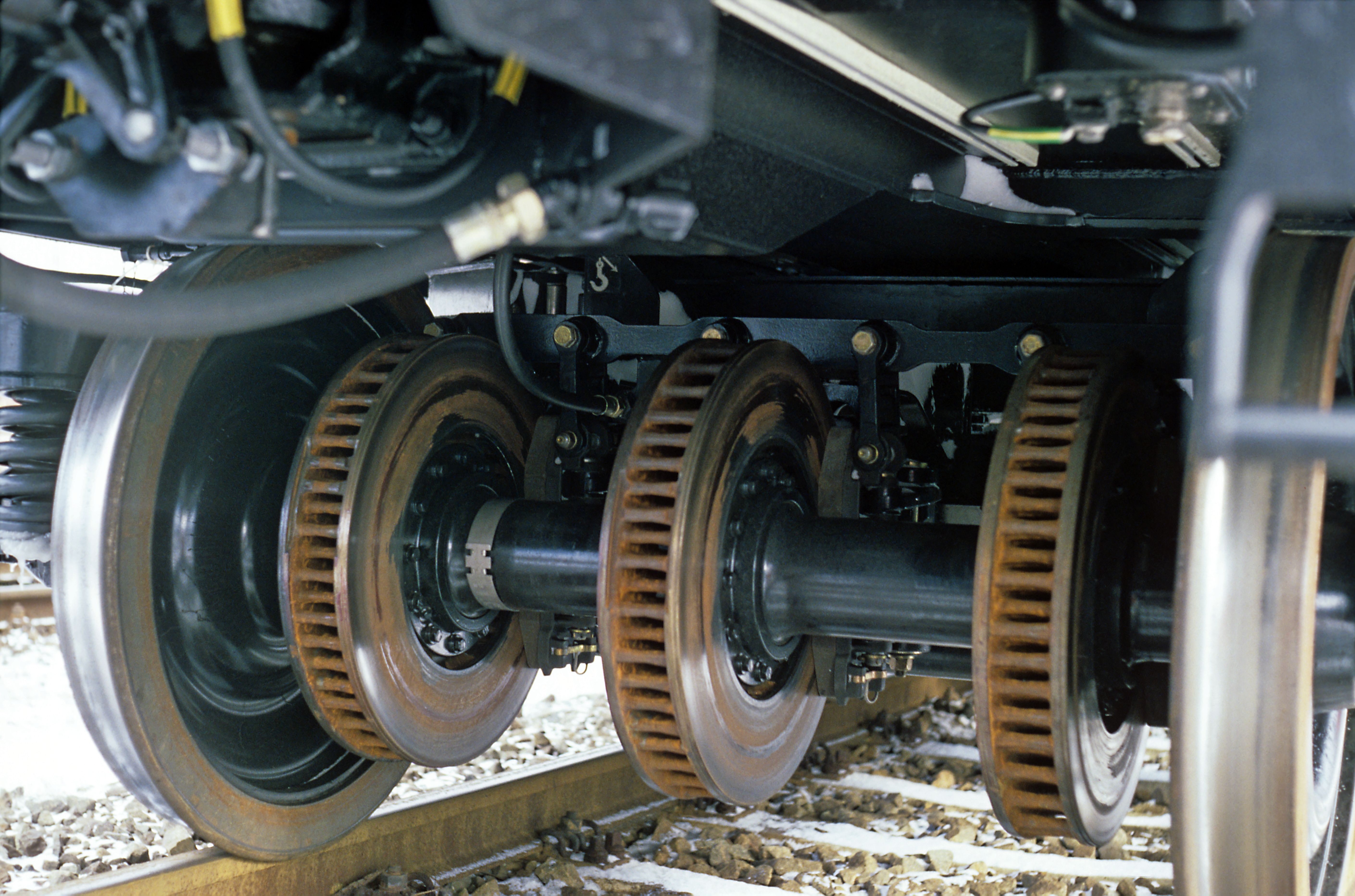
Tři kotouče s vnitřním chlazením na dvojkolí železničního osobního vozu

Výhody kotoučových brzd oproti špalíkovým brzdám:
- Mohou mít vyšší výkon, díky možnosti vnitřního chlazení a oddělení brzdicí funkce od kola
  - není třeba brát ohled na dovolené oteplení materiálu kol,
  - při volbě materiálu brzdových destiček není třeba brát ohled na zachování kvality jízdní plochy kola, jako je tomu při volbě materiálu špalíků (interakce kola se špalíkem má vliv na tvar jízdní plochy a na hluk vyzařovaný kolem za jízdy),
  - na dvojkolí lze dosadit více kotoučů než dva.
- Přispívají ke snížení hluku, neboť
  - za jízdy kolo a kolejnice vyzařují menší hluk díky zachování lepší kvality jízdní plochy,
  - odpadá skřípavý zvuk při brzdění.

Nevýhody:
- Vznikne-li na jízdní ploše kola ploška vlivem smýkání kola po kolejnici, stane se zdrojem hluku a rázů a bez přítomnosti špalíků pak trvá déle, než zanikne; v horším případě musí být kolo přesoustruženo. Proto byly kotoučové brzdy zaváděny až spolu se zdokonalením prostředků zabraňujících zablokování kol v poslední čtvrtině 20. století.
- Někdy jsou obavy ze zhoršení adheze na mokré nebo znečištěné koleji, protože jízdní plocha kola není stírána.
- Brzdové vybavení je celkově dražší, protože
  - samy kotouče jsou prvek navíc,
  - kotouče bývají umístěny mezi koly, což komplikuje montáž dvojkolí, na nápravě musejí být vytvořeny plochy k jejich nalisování,
  - k umožnění snadné kontroly zabrzdění a odbrzdění při zkoušce brzdy vlaku po jeho sestavení musí být informace o poloze pístku vyvedena na bočnici vozidla,
  - někdy je doplňováno stírací špalíkovou brzdou k zajištění adheze na znečištěné koleji – další prvek navíc.

## Historie
Experimenty s kotoučovými brzdami začaly v Anglii v 90. letech 19. století. Vůbec první automobil s kotoučovými brzdami byl patentován Frederickem Williamem Lanchesterem v jeho Birminghamské továrně v roce 1902. Širšího použití se ale dočkaly až od konce 50. let 20. století.